# محوطه غار مالگه
محوطه غار مالگه مربوط به دوره ساسانیان است و در شهرستان دره‌شهر، بخش مرکزی، دهستان زرین دشت، ۵۰۰ متری شمال غرب روستای غارت مالگه واقع شده و این اثر در تاریخ ۹ بهمن ۱۳۸۶ با شمارهٔ ثبت ۲۰۷۳۴ به‌عنوان یکی از آثار ملی ایران به ثبت رسیده است.